# Carl-Georg Segerstråle
Carl-Georg Samuel Segerstråle, född den 20 april 1900 i Åbo, död den 10 december 1988 i Genève, var en svensk jurist. Han var bror till Nils och Torsten Segerstråle.
Segerstråle avlade juris kandidatexamen 1924. Efter tingstjänstgöring bedrev han egen advokatverksamhet i Stockholm. Han var ledamot av Sveriges advokatsamfund 1929–1956.